# Biały statek (film)
Biały statek (ros. Белый пароход, Biełyj parochod) – radziecki film z 1975 roku w reżyserii Bołotbeka Szamszyjewa powstały na motywach opowiadania Czingiza Ajtmatowa o tym samym tytule.

## Obsada
- Nurgazy Sydygaljew jako chłopiec
- Asankuł Kuttubajew jako dziadek Momun
- Sabira Kumuszalijewa jako Babka Karyz
- Orozbek Kutmanlijew jako
- Nazira Mambietowa jako Bekej
- Ajturgan Temirowa jako Guldżamał
- Mukan Ryskułbiekow jako Sejdachmat

## Nagrody
- 1976: Grand Prix na Wszechzwiązkowym Festiwalu Filmowym we Frunze[1]
- Nagroda Państwowa ZSRR[2]
- 1976: Nagroda Towarzystwa Przyjaźni Czechosłowacko-Radzieckiej na XX Międzynarodowym Festiwalu Filmowym w Karłowych Warach[2]
- 1977: I Nagroda na Międzynarodowym Festiwalu Filmów Górskich i Eksploracyjnych w Trento[2]